# شيرلي إيتون
شيرلي إيتون (بالإنجليزية: Shirley Eaton)‏ مواليد 12 يناير 1937 في لندن، إنجلترا، المملكة المتحدة، هي ممثلة إنجليزية بدأت مسيرتها الفنية عام 1951.

## روابط خارجية
- شيرلي إيتون على موقع IMDb (الإنجليزية)
- شيرلي إيتون على موقع روتن توميتوز (الإنجليزية)
- شيرلي إيتون على موقع ألو سيني (الفرنسية)
- شيرلي إيتون على موقع أول موفي (الإنجليزية)
- شيرلي إيتون على موقع قاعدة بيانات الأفلام السويدية (السويدية)
- شيرلي إيتون على موقع إن إن دي بي (الإنجليزية)
- شيرلي إيتون على موقع قاعدة بيانات الفيلم (الإنجليزية)
- شيرلي إيتون على موقع كينوبويسك (الروسية)